# Vainionora
Vainionora is een geslacht van korstmossen dat behoort tot de orde Lecanorales van de ascomyceten. De typesoort is Vainionora pallidostraminea.

## Soorten
Volgens Index Fungorum telt het geslacht elf soorten (peildatum februari 2023):
| Soortnaam                   | Auteur(s)              | Publicatiejaar |
| --------------------------- | ---------------------- | -------------- |
| Vainionora aemulans         | (Vain.) Kalb           | 1991           |
| Vainionora americana        | Kalb, Tønsberg & Elix  | 2004           |
| Vainionora flavidorufa      | (Hue) Papong & Lumbsch | 2011           |
| Vainionora flavovirens      | (Fée) Kalb             | 1991           |
| Vainionora mexicana         | Kalb & Elix            | 2004           |
| Vainionora nugrae           | Bungartz & Elix        | 2020           |
| Vainionora pallidostraminea | (Vain.) Kalb           | 1991           |
| Vainionora sorediata        | Aptroot                | 2021           |
| Vainionora stramineopallens | (Vain.) Kalb           | 1991           |
| Vainionora variabilis       | Kalb & Elix            | 2004           |
| Vainionora warmingii        | (Müll. Arg.) Kalb      | 1991           |